# Reggenza di Kotabaru
La reggenza di Kotabaru (in indonesiano: Kabupaten Kotabaru) è una reggenza dell'Indonesia, situata nella provincia di Kalimantan Meridionale.